# 戚伸
戚伸（1574年—？），字起蓁，南直隸鳳陽府泗州人，民籍，明朝政治人物。

## 生平
嘉靖四十四年進士戚𤇍子，萬曆四十六年（1618年）戊午科順天鄉試舉人，四十七年（1619年）己未科會試副榜，崇禎元年（1628年）戊辰科二甲第三十三名進士。授戶部主事，榷滸墅關稅，事成後有餘羨三千金，上交朝廷後獲褒奬，休假家居時流寇攻破盱眙，逼近泗州，他捐出金錢犒賞軍士協助守禦，又出資修城及香華門樓，再力朝廷寬免馬價，減低鹽引，辭官後把家產全部轉贈族人。

## 引用
1. 1 2  光緒《泗虹合志·卷十一·人物志上》：戚伸，字起蓁，吏部𤇍子，選貢入南雍，力學善詩歌古文，崇禎戊辰登進士，授戶部主事，榷滸墅關，事竣復命有餘羨三千金，疏上之於朝賜褒奬，予告家居，值流寇破盱眙，泗城戒嚴，伸輸金犒軍士協力守禦，捐修城隄及香華門樓，嘗力請當事蠲馬價、減鹽引，泗累得蘇，至焚劵歸產族黨受賜為尤深云。
2. ↑  毛奇齡《西河集·卷八十三·列朝備傳》：（戚）伸，字起蓁，方𤇍死官時伸才三歲，母教之讀書，儼夙誦者，九歲舉童試于鄉，督學御史奇其才，乃屬以對曰：「九歲童生」，伸應聲曰：「萬厯皇帝」，既而以選貢入監，與嘉興錢士升輩為文友，稱「七才子」故事南監試居首例進于北，伸兩居監首遷北監，萬厯四十六年舉京闈鄉試，次年會試中副榜，伸不受選，顧性孝侍母疾，嘗糞刲股請身代無所不劇，及親故而刻木為二像祀祠側，崇禎改元登進士……
3. ↑  光緒《泗虹合志》·卷十·選舉志：文進士表……戚伸 崇正戊辰科，戶部主事，督理滸墅關鈔，見鄉宦……文舉人表……戚伸 萬厯戊午，通志伸作紳，見進士
4. ↑  錢海岳《南明史·卷八十七·列傳第六十三》：同（陳啟新）時淮、揚、徐、鳳、廬、滁諸屬遺臣：……泗州則戚伸，字起蓁，崇禎元年進士。授戶部主事，榷墅關，上餘税三千金，予吿。寇至，輸金力守。